# Orphnus convexus
Orphnus convexus är en skalbaggsart som beskrevs av Benderitter 1913. Orphnus convexus ingår i släktet Orphnus och familjen Orphnidae. Inga underarter finns listade i Catalogue of Life.